# Митчелл-Смит, Илан
Илан Митчелл-Смит (англ. Ilan Mitchell-Smith; род. 29 июня 1969) — американский актёр и учёный-историк, известный главной ролью в фильме Джона Хьюза «Ох уж эта наука!» и в нескольких других фильмах.

## Биография
Родился в интеллигентной семье. Мать будущего актёра, Клэри Митчелл-Смит, была психотерапевтом; отец, Ларри Смит, преподавал историю искусств в Массачусетском общественном колледже. Сам Илан Митчелл-Смит с раннего детства занимался балетом.
Благодаря своему упорству получил стипендию для обучения в Школе Американского Балета, основанной эмигрантом из России, знаменитым хореографом Джорджем Баланчиным. Однако во время обучения был замечен голливудским кастинг-директором и в возрасте 12 лет согласился сыграть одну из ролей в фильме Сидни Люмета «Дэниел», который вышел на экраны в 1983 году.
В 1984 году снялся в главной роли в фильме «The Wild Life» (в русском переводе «Без тормозов»), а в 1985 году получил роль в фильме «Ох уж эта наука!», которая стала для него ключевой. Фильм был снят режиссёром Джоном Хьюзом, одним из самых высоко оцениваемых критиками комедийных режиссёров США, законодателем жанра американской молодёжной комедии 80-х («Клуб Завтрак», «Милашка в розовом», «16 свечей»). Партнёром Илана Митчелл-Смита по съёмочной площадке выступил любимый актёр Джона Хьюза, Энтони Майкл Холл. Вдвоем они сыграли двух школьных неудачников, которые, отчаявшись привлечь к себе внимание настоящих девушек, создают себе девушку с помощью компьютера. Сценарий фильма был написан самим Джоном Хьюзом в кратчайшие сроки, а фильм, хотя и имел, по мнению критиков ряд недоработок, получил в США такую популярность, что спустя десять лет по его сюжету был снят сериал (но уже с другим актёрским составом).
В 1988 году снялся в главной роли в фильме «Шоколадная война» по роману Роберта Кормье. Даже имея достаточно низкий бюджет (500 000 долларов) фильм с треском провалился в прокате. Тем не менее, в 2017 году на сайте Rotten Tomatoes фильм имел рейтинг 82 % и в целом положительные отзывы критиков. Илан Митчелл-Смит снялся также в сериале «Супербой», посвящённом юности Супермена Кларка Кента. Однако, к 1991 году он счёл, что его актёрская карьера зашла в тупик. Сыграв гостевую роль в одном эпизоде сериала «Шёлковые сети», Илан Митчелл-Смит в том же году покинул Голливуд. Он поступил в Калифорнийский университет в Дейвисе, где получил степень бакалавра в области медиевистики (истории Средних веков). Продолжая заниматься Средневековьем, он окончил магистратуру в Фордемском университете, а в 2005 году — докторантуру Техасского университета A&M.
После этого Илан Митчелл-Смит занял кафедру профессора в городском университете Сан-Анджело, штат Техас, откуда позже перешел на работу в Калифорнийский государственный университет в Лонг-Бич, Калифорния, где преподаёт по сей день.
Помимо написания научных работ о рыцарстве и средневековой культуре, Илан Митчелл-Смит сотрудничает с компанией-создателем настольной игры Dungeons & Dragons. Он серьёзно увлекается варгеймингом, в тех аспектах, где он соприкасается со Средневековьем, ведёт колонки в игровых журналах. Илан Митчелл-Смит участвует в качестве редактора и консультанта в работе небольших компаний, производящих настольные игры, а также организует турниры по ним в Калифорнии.
В 2017 году он согласился появиться в гостевой роли в сериале «Голдберги», в эпизоде, основанном на фильме «Ох уж эта наука!», где сыграл учителя мистера Коннолли — отсылка к Уайетту Донелли из фильма Хьюза, который вдохновляет своего ученика Барри Голдберга, главного героя сериала, создать женщину с помощью компьютера.

## Личная жизнь
С 1995 года женат на Сюзанне Демари. У них двое детей, 1998 и 2000 годов рождения.

## Фильмография
| Год       |   | Русское название           | Оригинальное название                         | Роль              |
| --------- | - | -------------------------- | --------------------------------------------- | ----------------- |
| 1983      | ф | Дэниел                     | Daniel                                        | Дэниел в детстве. |
| 1983      | ф | ?                          | How to Be a Perfect Person in Just Three Days | Майло Кримпли     |
| 1984      | ф | Без тормозов               | The Wild Life                                 | Джим Конрад       |
| 1985      | ф | Ох уж эта наука!           | Weird Science                                 | Уайетт Донелли    |
| 1985-1988 | с | Уравнитель                 | The Equalizer                                 | Энтони Гануччи    |
| 1988      | ф | Путешествие к центру Земли | Journey to the Center of the Earth            | Брайан            |
| 1988      | с | Супермальчик               | Superboy                                      | Энди МакАлистер   |
| 1988      | ф | Шоколадная война           | The Chocolate War                             | Джерри            |
| 1989      | ф | Кризис личности            | Identity Crisis                               | Себастьян         |
| 1991      | с | Шёлковые сети              | Silk Stalkings                                | Габриэль Эванс    |
| 2017      | с | Голдберги                  | The Goldbergs                                 | Мистер Коннелли   |